# Ablerus howardii
Ablerus howardii är en stekelart som beskrevs av Girault 1915. Ablerus howardii ingår i släktet Ablerus och familjen växtlussteklar. Inga underarter finns listade i Catalogue of Life.